# Richard Ledezma
Richard Ledezma (Phoenix, 6 settembre 2000) è un calciatore statunitense, centrocampista del PSV.

## Caratteristiche tecniche
È un centrocampista centrale.

## Carriera

### Club
Ledezma ha fatto il proprio debutto professionistico tra le file dei Real Monarchs, squadra di riserva del Real Salt Lake, l'11 aprile 2018, subentrando dalla panchina all'82' minuto di gioco di una gara contro i Tacoma Defiance. Il 7 luglio segna la sua prima rete in carriera, in una gara contro il Rio Grande Valley FC. Successivamente è stato nominato giocatore dell'anno della Western Conference per la fascia d'età Under-18 e Under-19.
Il 21 dicembre 2018 firma un contratto per gli olandesi del PSV. Il 27 ottobre 2019, dopo prestazioni convincenti con le giovanili, in vista di una gara contro l'AZ Alkmaar, viene convocato per la prima volta in prima squadra, con cui debutterà ufficialmente il 1º novembre 2020, in una gara contro l'ADO Den Haag. Il 19 marzo 2023 rinnova il proprio contratto con gli olandesi.
Cinque giorni dopo viene ufficializzata la sua cessione in prestito annuale al New York City, militante in MLS. Due giorni dopo la firma fa il proprio debutto in campionato, in una gara persa per 1-0 in casa dello Houston Dynamo. Termina la propria esperienza newyorkese totalizzando 27 presenze.

### Nazionale
Con la nazionale Under-20 statunitense ha preso parte al campionato mondiale di calcio Under-20 2019.

## Statistiche

### Presenze e reti nei club
Statistiche aggiornate al 1° febbraio 2025.
| Stagione        | Squadra         | Campionato      | Campionato | Campionato | Coppe nazionali | Coppe nazionali | Coppe nazionali | Coppe continentali | Coppe continentali | Coppe continentali | Altre coppe | Altre coppe | Altre coppe | Totale | Totale |
| Stagione        | Squadra         | Comp            | Pres       | Reti       | Comp            | Pres            | Reti            | Comp               | Pres               | Reti               | Comp        | Pres        | Reti        | Pres   | Reti   |
| --------------- | --------------- | --------------- | ---------- | ---------- | --------------- | --------------- | --------------- | ------------------ | ------------------ | ------------------ | ----------- | ----------- | ----------- | ------ | ------ |
| 2018            | Real Monarchs   | USL             | 5          | 1          | -               | -               | -               | -                  | -                  | -                  | -           | -           | -           | 5      | 1      |
| 2019-2020       | Jong PSV        | ED              | 25         | 4          | -               | -               | -               | -                  | -                  | -                  | -           | -           | -           | 25     | 4      |
| 2020-2021       | Jong PSV        | ED              | 9          | 2          | -               | -               | -               | -                  | -                  | -                  | -           | -           | -           | 9      | 2      |
| 2021-2022       | Jong PSV        | ED              | 7          | 1          | -               | -               | -               | -                  | -                  | -                  | -           | -           | -           | 7      | 1      |
| 2022-mar. 2023  | Jong PSV        | ED              | 6          | 0          | -               | -               | -               | -                  | -                  | -                  | -           | -           | -           | 6      | 0      |
| Totale Jong PSV | Totale Jong PSV | Totale Jong PSV | 47         | 7          |                 | -               | -               |                    | -                  | -                  |             | -           | -           | 47     | 7      |
| 2020-2021       | PSV             | E               | 3          | 0          | CO              | 0               | 0               | UEL                | 3                  | 0                  | -           | -           | -           | 6      | 0      |
| 2021-2022       | PSV             | E               | 5          | 1          | CO              | 1               | 0               | UCL+UEL+UECL       | 0                  | 0                  | SO          | -           | -           | 6      | 1      |
| 2022-mar. 2023  | PSV             | E               | 7          | 0          | CO              | 0               | 0               | UCL+UEL            | 0+3                | 0                  | SO          | 1           | 0           | 11     | 0      |
| 2023            | New York City   | MLS             | 23         | 0          | USOC            | 1               | 0               | -                  | -                  | -                  | LC          | 3           | 0           | 27     | 0      |
| gen.-giu. 2024  | PSV             | E               | 1          | 0          | CO              | 0               | 0               | UCL                | 0                  | 0                  | SO          | -           | -           | 1      | 0      |
| 2024-2025       | PSV             | E               | 15         | 1          | CO              | 2               | 0               | UCL                | 7                  | 0                  | SO          | 0           | 0           | 24     | 1      |
| Totale PSV      | Totale PSV      | Totale PSV      | 31         | 2          |                 | 3               | 0               |                    | 13                 | 0                  |             | 1           | 0           | 48     | 2      |
| Totale carriera | Totale carriera | Totale carriera | 106        | 10         |                 | 4               | 0               |                    | 13                 | 0                  |             | 4           | 0           | 127    | 10     |

### Cronologia presenze e reti in nazionale
| Cronologia completa delle presenze e delle reti in nazionale ― Stati Uniti | Cronologia completa delle presenze e delle reti in nazionale ― Stati Uniti | Cronologia completa delle presenze e delle reti in nazionale ― Stati Uniti | Cronologia completa delle presenze e delle reti in nazionale ― Stati Uniti | Cronologia completa delle presenze e delle reti in nazionale ― Stati Uniti | Cronologia completa delle presenze e delle reti in nazionale ― Stati Uniti | Cronologia completa delle presenze e delle reti in nazionale ― Stati Uniti | Cronologia completa delle presenze e delle reti in nazionale ― Stati Uniti |
| Data                                                                       | Città                                                                      | In casa                                                                    | Risultato                                                                  | Ospiti                                                                     | Competizione                                                               | Reti                                                                       | Note                                                                       |
| -------------------------------------------------------------------------- | -------------------------------------------------------------------------- | -------------------------------------------------------------------------- | -------------------------------------------------------------------------- | -------------------------------------------------------------------------- | -------------------------------------------------------------------------- | -------------------------------------------------------------------------- | -------------------------------------------------------------------------- |
| 16-11-2020                                                                 | Wiener Neustadt                                                            | Stati Uniti                                                                | 6 – 2                                                                      | Panama                                                                     | Amichevole                                                                 | -                                                                          | 68’                                                                        |
| Totale                                                                     |                                                                            | Presenze                                                                   | 1                                                                          |                                                                            | Reti                                                                       | 0                                                                          |                                                                            |

## Palmarès

### Club

#### Competizioni nazionali
- Coppa dei Paesi Bassi: 1

PSV: 2021-2022
- Supercoppa dei Paesi Bassi: 1

PSV: 2021
- Campionato olandese: 2

PSV: 2023-2024, 2024-2025